# Artie Shapiro
Pour les articles homonymes, voir Shapiro.
Arthur "Artie" Shapiro, né le 15 janvier 1916 à Denver, Colorado et mort le 24 mars 2003 à Los Angeles, est un bassiste américain de jazz.

## Biographie
Arthur Shapiro naît le 15 janvier 1916 à Denver.
Il grandit à New York, joue de la trompette dès l'âge de treize ans et commence la contrebasse à dix huit ans. À la fin des années 1930, il joue avec Wingy Manone, Joe Marsala, Eddie Condon, et Chu Berry. De 1938 à 1940, il joue avec Paul Whiteman, puis retourne jouer avec Marsala en plus de travailler avec Bobby Hackett.
Shapiro déménage à Hollywood au début des années 1940, jouant avec Jack Teagarden et Joe Sullivan avant de servir dans l'Armée. En 1947, il se remet à la musique, jouant avec Benny Goodman. Il accompagne aussi des chanteurs tels que Frank Sinatra, Bing Crosby, Billie Holiday, Peggy Lee, Anita O'Day, et Doris Day. Il est crédité plus de cent fois durant sa période d'activité, qui s'étend jusqu'à la fin des années 1960.